# Eugryllacris ruficeps
Eugryllacris ruficeps is een rechtvleugelig insect uit de familie Gryllacrididae. De wetenschappelijke naam van deze soort is voor het eerst geldig gepubliceerd in 1831 door Serville.